# Clandestin (téléfilm)
Pour les articles homonymes, voir Clandestin.
Clandestin est un téléfilm français réalisé par Arnaud Bedouët et diffusé le 4 juillet 2010 sur France 2.

## Synopsis
Salif, jeune mauritanien de 18 ans arrive à Paris dans l'espoir de retrouver son frère qui, paraît-il, a réussi. De galères en petits boulots, il rencontre Idriss qui l'aide à trouver ses marques et un travail plus stable.

## Fiche technique
- Réalisation : Arnaud Bedouët
- Production : Mathilde Muffang
- Pays :  France
- Durée : 80 minutes
- Dates de diffusions :
  - 4 juillet 2010 sur France 2

## Distribution
- Yann Ebonge : Salif
- Nassim Boutelis : Idriss
- Aude Konan : Leïla
- Julie Gayet : Sophie
- Pascal Nzonzi : Mohammed
- Virgile Fouilou : Ghassan

## Distinctions
- Fipa 2010
  - Fipa d'or du meilleur scénario
  - Fipa d'or de la musique originale
  - Fipa d'argent de la catégorie fiction
  - Prix Michel Mitrani de France Télévisions
- Prix Europa TV IRIS de l'année 2010